# 尖頭杜父魚
尖頭杜父魚，為輻鰭魚綱鮋形目杜父魚亞目杜父魚科的其中一種。

## 分布
本魚分布在中國黃海、日本及韓國南部海域。

## 特徵
本魚體延長，側扁，梭形；尾柄細長。頭中大，吻尖突，頭背部無棘跟皮瓣。口中大，前位，腭骨有齒。前鰓蓋骨上棘部分叉。背鰭2個，分離；第一背鰭高大；第二背鰭與臀鰭基底約略等長；胸鰭大型；腹鰭小型；尾鰭凹入。體成綠色，有不規則雲狀斑紋；第一背鰭有褐色條紋；臀鰭墨綠色；餘各鰭為暗綠色；尾鰭有深綠色小點，最大體長可達12公分。

## 生態
小型底棲性魚類，主要棲息在海藻區域。

## 經濟利用
魚體小型，不具食用價值。